# トマス・マクリントック＝バンベリー (第2代ラスドネル男爵)
第2代ラスドネル男爵トマス・ケイン・マクリントック＝バンベリー（Thomas Kane McClintock-Bunbury, 2nd Baron Rathdonnell、1848年11月29日 – 1929年5月22日）は、イギリスの政治家、アイルランド貴族。アイルランドに19,923エーカーの領地を有し、保守党所属のアイルランド貴族代表議員、カーロウ統監を務めた。

## 生涯
ウィリアム・バンベリー・マクリントック＝バンベリー（1800年 – 1866年6月2日）と妻ポーリーン・キャロライン・ダイアナ・メアリー（Pauline Caroline Diana Mary、1876年1月1日没、第2代準男爵サー・ジェームズ・マシュー・ストロングの娘）の長男として、1848年11月29日に生まれた。1859年から1868年までイートン・カレッジで教育を受けた。1866年に父が死去すると、リスナヴァーの地所を相続した。1869年5月29日、第6竜騎兵連隊のコルネット（騎兵少尉）への辞令を購入して入隊、同年10月9日にロイヤル・スコッツ・ガーズに転じた。1871年5月31日に中尉への辞令を購入して昇進した後、1874年2月4日に軍務から引退した。1879年4月17日に伯父にあたる初代ラスドネル男爵ジョン・マクリントックが死去すると、ラスドネル男爵位の特別残余権（special remainder）に基づき爵位を継承した。

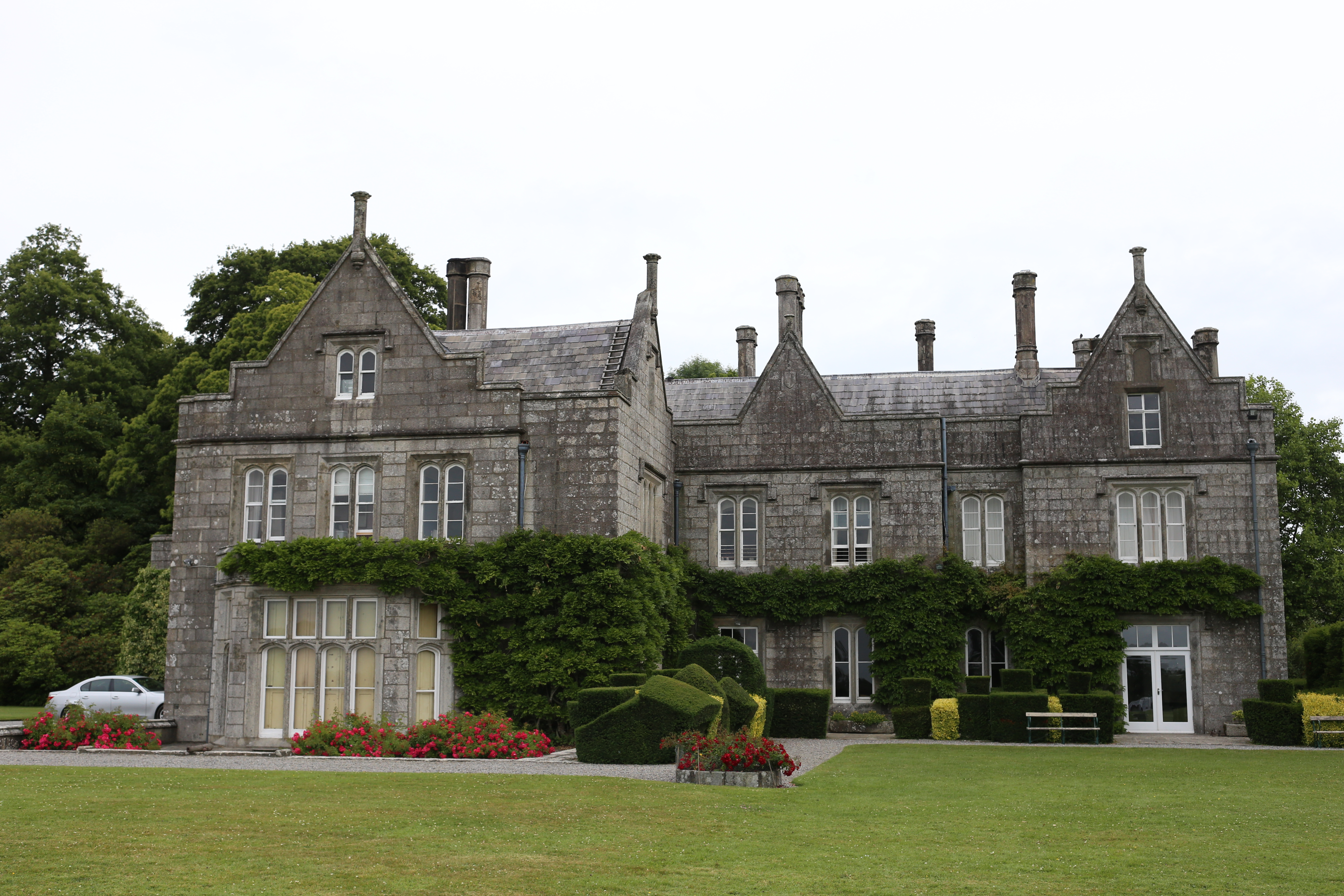
リスナヴァー・ハウス、2014年撮影。

1883年時点でカーロウ県に8,058エーカー、ラウス県に3,000エーカー、ティロン県に2,886エーカー、ファーマナ県に2,600エーカー、モナハン県に1,006エーカー、ミーズ県に1,215エーカー、ダブリン県に600エーカー、キルデア県に558エーカーを所有し、合計で年収15,400ポンドに相当した。地方政治では1876年にカーロウ県長官を務めたほか、ラウス県の副統監に就任している。1890年2月26日にカーロウ統監に任命され、1922年に廃止されるまで務めた。1896年1月4日、ロイヤル・アイリッシュ・ライフルズ第6大隊の名誉隊長に任命された。
国政では1889年4月8日にアイルランド貴族代表議員に当選、1929年に死去するまで務めた。貴族院では保守党に属した。1921年6月の南アイルランド上院選挙において、アイルランド貴族の互選により議員に選出された。
1902年から1913年までダブリン王立協会副会長を、1913年から1929年まで会長を務めた。オズワルド・バーリーによる肖像画（1922年）がダブリン王立協会に所蔵されている。
1929年5月22日にリスナヴァーで死去、長男に先立たれたため次男トマス・レオポルドが爵位を継承した。

## 家族
1874年2月26日、キャサリン・アン・ブルーエン（Katharine Anne Bruen、1925年4月13日没、ヘンリー・ブルーエンの娘）と結婚、2男3女をもうけた。
- イザベラ・キャサリン（1874年12月28日 – 1963年3月30日） - 1894年7月26日、フォレスター・ファーネル・コルヴィン（Forrester Farnell Colvin、1936年2月16日没、ビール・ブラックウェル・コルヴィンの息子）と結婚、子供あり[14]
- メアリー・エミリー（1876年4月21日 – 1962年12月26日） - 1898年11月3日、ヘンリー・ダンコム・ブラムウェル（Henry Duncombe Bramwell、1921年9月9日没、ヘンリー・ブラムウェルの息子）と結婚、子供あり[14]
- ポーリーン・キャロライン（1877年5月11日 – 1935年7月25日） - 1897年6月10日、フレデリック・ジョン・ダルゲティー（Frederick John Dalgety、1926年5月23日没）と結婚、子供あり[14]
- ウィリアム（1878年9月15日 – 1900年2月17日） - 第二次ボーア戦争のキンバリー包囲戦（英語版）で重傷を受けて死亡、生涯未婚[1]
- トマス・レオポルド（1881年2月3日 – 1937年9月28日） - 第3代ラスドネル男爵[1]